# Municipio de Osborn
El municipio de Osborn (en inglés: Osborn Township) es un municipio ubicado en el condado de Mountrail en el estado estadounidense de Dakota del Norte. En el año 2010 tenía una población de 285 habitantes y una densidad poblacional de 3,12 personas por km².

## Geografía
El municipio de Osborn se encuentra ubicado en las coordenadas 47°59′14″N 102°25′48″O / 47.98722, -102.43000. Según la Oficina del Censo de los Estados Unidos, el municipio tiene una superficie total de 91.39 km², de la cual 78,47 km² corresponden a tierra firme y (14,14 %) 12,92 km² es agua.

## Demografía
Según el censo de 2010, había 285 personas residiendo en el municipio de Osborn. La densidad de población era de 3,12 hab./km². De los 285 habitantes, el municipio de Osborn estaba compuesto por el 47,37 % blancos, el 44,21 % eran amerindios y el 8,42 % eran de una mezcla de razas. Del total de la población el 0,7 % eran hispanos o latinos de cualquier raza.